# Panteón de los Cerebros
Panteón de los Cerebros es el nombre con el que fue conocido el "Instituto de Investigación Cerebral" inaugurado en Moscú en 1927 y que fue clausurado en 1930.
Idea original del neurofisiólogo Vladímir Béjterev (1857-1927), estuvo dirigido por el neurólogo alemán Oskar Vogt (1870-1959), una de cuyas principales labores fue la de analizar el cerebro de Lenin, tarea que dio, entre otras, con la conclusión de que tenía especialmente desarrolladas las capacidades asociativas por mor de un engrosamiento particular de la tercera capa de la corteza cerebral. Esta explicación materialista de lo psíquico (frente a la metafísica) era el principal objetivo del Instituto. Así, se analizaron igualmente los cerebros de varios revolucionarios y personalidades socialistas, y, en general, de distintas personalidades del ámbito soviético.
De esta labor investigadora tomó Trotski la idea de considerar el hombre nuevo comunista, un tipo biológica y socialmente superior, un superhombre con un alto nivel intelectual. La consiguiente política cerebral en la Unión Soviética dio como fruto el Panteón de los Cerebros, con el objeto de ser laboratorio de investigación, museo y cementerio ilustre del bolchevismo.
Entre los cerebros que hoy en día se siguen conservando en sus instalaciones están los de las siguientes personalidades: Lenin, Stalin, Clara Zetkin, Andrei Biely, Máximo Gorki, Iván Pávlov, Konstantin Stanislavski, Sergéi Eisenstein y Andréi Sájarov.

## Fuente bibliográfica
Michael Hagner, "En el Valhalla del cerebro", Mente y Cerebro, 28, 2008, págs. 35-39.